# Штурм Перекопу (1736)
Штурм Перекопа — епізод російсько-турецької війни 1735—1739 років, що відбувся 19 — 21 травня (1 червня) 1736 року, під час якого російська армія разом з українськими козаками під командуванням Бургарда-Крістофа Мініха успішно штурмувала фортецю Перекоп і вперше відкрила собі дорогу на Кримський півострів.

## Передісторія
На другий рік російсько-турецької війни в 1736 році російським командуванням було прийнято рішення атакувати Крим. Російські війська, посилені запорізькими козаками під командуванням наказного гетьмана Якова Лизогуба, в середині травня підійшли до перешийка. У фортеці Перекоп знаходився тритисячний гарнізон яничарів, а також численні кінні воїни Каплана I Ґерая. Авангард козаків та московитів підійшов до фортеці 28 травня 1736 року, відбивши атаки кримської кінноти.

## Укріплення
Перекопський перешийок, що з'єднує Крим з Україною, протягом століть мав стратегічне значення, і тому був оснащений потужною системою оборонних споруд. Вона складалася з 8-кілометрового валу, що простягався від Чорного моря до озера Сиваш.

## Штурм
У Перекопі перебував 3-тисячний гарнізон турецьких солдатів, а також численні війська кримських татар. Авангард українців та московитів підійшов до фортеці 19 (30) травня, відбивши атаки посланої проти нього кримської кінноти. Після того, як армія Російської імперії досягла перекопських укріплень, 21 травня 1736 року Мініх наказав штурмувати вали. Штурмові загони перебралися через рів і за допомогою пік та рогаток стали дертися на стіну, швидко опанувавши її. Частини турецького гарнізону, які чинили опір, протягом години були повністю знищені. Захисники фортеці капітулювали в обмін на вільний вихід з оточення. З паші взяли слово, що він протягом двох років не братиме участі у війні проти Російської імперії. Але після виходу коменданта із фортеці з гарнізоном, що складався з 2554 чоловік, з ним росіяни вчинили розправу як із військовополоненим. На його претензії відповідали, що Порта та хан, на противагу умові останнього трактату, затримали 200 людей російських купців і тому, поки їх не випустять, пашу не звільнять. У фортеці та вежах захопили до 60 справних гармат, у тому числі кілька із російським гербом, захоплених турками під час невдалого походу князя Голіцина в 1687—1689 роках.

## Наслідки. Розгром Криму
Взявши Перекоп, російська армія оволоділа Кезлевом (Євпаторією), де були захоплені масштабні запаси. Далі, 16 червня, було взято ханську столицю Бахчисарай, яку російські війська спалили, разом із ханським палацом. Проте через епідемію, що лютувала в лавах російської армії, Мініх був змушений залишити Крим і відійти назад у північне Причорномор'я. Загальні втрати під час походу вглиб Кримського півострова становили 30 тисяч жителів, із них, лише 10 % бойові.
Пограбування Криму суттєво підірвало міць ханства і підготувало ґрунт для його подальшої окупації Росією у другій половині XVIII століття. Також було значною мірою припинено подальші набіги кримських татар на українські землі.

## У художній літературі
- Валентин Пікуль Історичні мініатюри. У двох томах. ISBN 5-235-00958-4, ISBN 5-235-00990-8, ISBN 5-235-00991-6 Глава «Солдат Василь Михайлов».